# Scorțaru Nou
Scorțaru Nou is een Roemeense gemeente in het district Brăila.
Scorțaru Nou telt 1369 inwoners.